# 安尼盖里
安尼盖里（Annigeri），是印度卡纳塔克邦达尔瓦德县的一个城镇。总人口25709（2001年）。

## 人口
该地2001年总人口25709人，其中男性13072人，女性12637人；0—6岁人口3519人，其中男1803人，女1716人；识字率55.13%，其中男性为66.03%，女性为43.86%。